# 2-Aminobenzimidazol
2-Aminobenzimidazol ist eine chemische Verbindung, die aus einem Benzolring und einem anellierten Imidazolring besteht und in 2-Stellung (d. h. zwischen den beiden Stickstoffatomen des Imidazols) eine Aminogruppe trägt. Dieser funktionelle bicyclische Heteroaromat ist Ausgangsstoff einer Vielzahl von physiologisch aktiven Substanzen, von pilz- und wurmabtötenden Mitteln bis zu auch gegen Problemkeime, wie z. B. Pseudomonas aeruginosa, wirksamen Wirkstoffen.

## Vorkommen und Darstellung
Die Herstellung von 2-Aminobenzimidazol wurde erstmals 1908 aus dem außerordentlich giftigen Bromcyan und 1,2-Phenylendiamin berichtet.
Wesentlich besser eignet sich die Synthese mit Cyanamid (statt Bromcyan) in wässriger Lösung, aus der 2-Aminobenzimidazol in 92-prozentiger Ausbeute in hellbraunen Blättchen ausfällt.
Weitere Synthesevarianten sind beschrieben, aber eher für am Benzolring substituierte Derivate im Labormaßstab geeignet.

## Eigenschaften
2-Aminobenzimidazol ist ein schlecht wasserlöslicher Feststoff, der in Reinsubstanz in weißen Blättchen kristallisiert. In polaren Lösungsmitteln, wie z. B. in Aceton und Ethanol, oder in Alkali löst er sich leicht.
Das Tautomerie-Gleichgewicht liegt entgegen der in der Erstpublikation von 1908 geäußerten Vermutung nicht auf Seiten des franz. orthophénylèneguanidine genannten Imids, sondern weit auf Seiten des Amins 2-Aminobenzimidazol.
1H-Benzimidazol-2-amin erscheint auch als bakterielles Abbauprodukt der (in der EU obsoleten) Fungizide Carbendazim und Benomyl im Boden.

## Anwendungen
Wie bereits in der Erstpublikation 1908 berichtet, entsteht aus 1H-Benzimidazol-2-amin durch Diazotierung mit Salpetriger Säure HNO2 und anschließende Verkochung Benzimidazolon (Hydroxybenzimidazol, hier als „orthophénylèneurée“ bezeichnet).
Die Reaktion von 2-Aminobenzimidazol mit Hydroxylamin-O-sulfonsäure HOSA liefert 1,2-Diaminobenzimidazol (75 Prozent Ausbeute),
das antikorrosive Eigenschaften aufweist und dessen Derivate auf ihre Eignung als antibakteriell und antimykotisch wirksame Arzneistoffe untersucht wurden.
Mit dem aus Phthalsäureanhydrid und Harnstoff zugänglichen 1,3-Diiminoisoindolin und 2-Aminobenzimidazol erhält man einen gelben Farbstoff, z. B. für Polyesterfasern.
Mit Dicarbonylverbindungen bildet 2-Aminobenzimidazol leicht kondensierte Heterocyclen. So entsteht z. B. mit Acetylendicarbonsäuredimethylester ein Dihydropyrimido[1,2-a]benzimidazol.
2-Aminobenzimidazol ist Strukturelement einer größeren Zahl von Funktionschemikalien im Bereich von Fungiziden, wie z. B. Carbendazim, Benomyl, von Anthelmintika, wie z. B. Mebendazol, Fenbendazol, Oxfendazol, Albendazol und Flubendazol, sowie von Antibiotika gegen multiresistente MRSA-Keime.
Eine gängige Route zum Aufbau dieser Verbindungen ist die Synthese eines (meist in 5-Stellung) abgewandelten 1,2-Phenylendiamins, dessen Ringschluss mit Cyanamid zum entsprechenden 2-Aminobenzimidazol und anschließende Derivatisierung an der Aminogruppe zum Endprodukt, wie z. B. bei dem Wurmmittel Albendazol.

## Externe Links zu erwähnten Verbindungen
1. ↑  Externe Identifikatoren von bzw. Datenbank-Links zu Oxfendazol:  CAS-Nr.: 53716-50-0, EG-Nr.: 258-714-5, ECHA-InfoCard: 100.053.358, PubChem: 40854, ChemSpider: 37316, DrugBank: DBDB11446, Wikidata: Q7115199.